# Hospital Divino Valles
El Hospital Divino Valles es un centro hospitalario de la ciudad de Burgos (España), que ha tenido como sede dos edificios sucesivamente y con idéntica denominación: uno de principios del siglo XX, situado en la calle Madrid (hoy convertido en la Residencia Universitaria San Agustín) y el actual, cerca de la carretera de Santander, inaugurado en 1985. Su nombre homenajea al médico del siglo XVI Francisco Valles, también conocido como Divino Valles, nacido en el pueblo burgalés de Covarrubias.

## Historia del hospital
La idea de creación de un Hospital Provincial en Burgos surge en 1904. Fue previsto como un centro benéfico para la atención y el cuidado de "pobres de solemnidad", así como para la asistencia urgente a otras personas. El proyecto se paralizó temporalmente hasta finales de 1908.
Es en estas fechas cuando despega el proyecto definitivo de construcción del Hospital Provincial, en manos de la Diputación Provincial de Burgos y a cargo de las Hermanas de la Caridad.

### De los inicios a los años 20
Desde 1912 hasta 1928 estuvo al frente Dr. Mariano Lostau Páramo, encargado a su vez de la Casa de Misericordia.
Hacia 1925 el Hospital experimenta importantes evoluciones; en primer lugar los recursos humanos aumentan, se amplía el número de salas y el de camas, hasta llegar a un total de 98. Por otro lado también mejoran los servicios y prestaciones generales. 
Tres años más tarde (1928), comienza una nueva etapa en el Hospital Provincial gracias a la llegada del Dr. Rafael Vara López. Dicho personaje desempeñó importantes avances en el centro y ocupó la labor de Cirujano Jefe hasta su traslado a Madrid en 1953.
Durante los años que estuvo al frente del hospital, el Dr. Vara luchó hasta conseguir que el edificio inicialmente proyectado para la nueva Casa de Maternidad fuera finalmente destinado a hospital quirúrgico. Su importancia radicaba en la necesidad de un edificio propio que permitiera atender adecuadamente las insuficiencias sanitarias provinciales.

### De los años 30 a los 50
Otra nueva mejora tuvo lugar el 19 de junio de 1932 cuando se inauguró el nuevo pabellón de Cirugía y Radiología del Hospital Provincial, ya conocido para entonces como Hospital Divino Valles. Tal ceremonia contó con la destacada presencia del eminente doctor don Gregorio Marañón.
Para estas fechas, el nuevo hospital, el Divino Valles (nombre debido al insigne médico burgalés del siglo XVI, natural de Covarrubias (1524-1592), que fuera nombrado médico de Cámara de Felipe II y protomédico de todos los reinos y señoríos de Castilla) estaba considerado entre los mejores del Norte de España, pudiendo acomodar a un centenar de enfermos al contar con 83 camas de cirugía, 7 de Radiología y 10 destinadas a los niños en un departamento especial dotado de 10 cunas.
El Hospital continuaba siendo Benéfico, destinado principalmente a la asistencia de enfermos pobres. Pese a ello también admitía enfermos de pago o pensionistas. Los pensionistas eran de primera, segunda y tercera clase. Los de primera pagaban por estancia 20 ptas. al día, los de segunda 12 ptas. y los de tercera 6 ptas. diarias.
Inmersos ya en plena Guerra Civil, hacia 1937, se instauró en el Hospital la primera Clínica de Neurocirugía de España, de la que fue designado Cirujano jefe el Dr. Vara, y que se conservó en funcionamiento hasta 1953. Este Servicio de Neurocirugía fue el embrión de la Clínica Psicoquirúrgica que se inauguró el 27 de marzo de 1950. Fue un proyecto muy querido por el Dr. Vara, pero que muy a su pesar, casi no llegó a funcionar. En ella se pretendía atender a diversos pacientes psiquiátricos en los que no se consideraba adecuada su convivencia con el resto de los enfermos hospitalizados.
En 1952 el Dr. Vara obtiene por concurso de traslado la Cátedra de Patología y Clínica Quirúrgica III de la Universidad Central (conocida hoy en día como la Universidad Complutense de Madrid). Le sustituye el Dr. Inclán Bolado, nombrado Cirujano Jefe el 31 de julio de 1957.

### Años 60 y 70
La Dirección General de Sanidad recomendó hacia 1967 la edificación de un nuevo hospital con 350 camas. En un principio la Diputación se encargó de la obra civil y diseñó un Centro Geriátrico. Este proyecto volvería a cambiar de nuevo por un concepto de Hospital General debido a los consejos de D. Rafael Mendizábal, Subsecretario de Ministerio de Educación y Ciencia, quién argumentaba con seguridad que Burgos tendría una facultad de Medicina y así el centro sería finalmente un Hospital Clínico.
Finalmente el proyecto para este nuevo hospital se redactó el 1969. Las obras abarcaron un largo periodo, de más de una década, desde 1972 a 1985.

### Años 80 y 90
El 19 de diciembre de 1985 se produce el traslado del hospital desde su ubicación en la calle Madrid al nuevo edificio actual en la carretera de Santander. En la mañana del día 21 del mismo mes concluía oficialmente la operación de traslado del Hospital Divino Valles, iniciándose así una nueva era.
En su nueva ubicación, el Hospital Divino Valles, atiende a los funcionarios de la Diputación Provincial de Burgos, a las familias incluidas en la Beneficencia y, mediante un acuerdo de cesión de uso, a enfermos beneficiarios de la Seguridad Social, preferentemente de Medicina Interna y Psiquiatría. Hasta 1993. A partir de 1991, y tras una fase inicial de negociaciones con el Ministerio de Sanidad que no ofrecieron resultados concretos, comienza el proceso de constitución del Consorcio, suscribiéndose el 20 de enero de 1993 un preacuerdo para la gestión del Hospital entre la Junta de Castilla y León y la Diputación burgalesa.
El 21 de mayo de 1993 se firmó el Acuerdo de la creación del consorcio entre Junta de Castilla y León y la Diputación.
En agosto de 1993 se incorporara la nueva Directora-Gerente y comienza una época de negociaciones con el INSALUD para la ampliación del número de camas en Medicina Interna y Neurología, la utilización del bloque quirúrgico por parte de los especialistas del INSALUD, la instalación en sus dependencias de las consultas externas quirúrgicas y la integración de los servicios de Psiquiatría. Además también se produjo la instalación en breve plazo del Servicio de Radioterapia Oncológica y la cesión de uso para servicio de Medicina Nuclear tan necesario para la provincia de Burgos.
Casi un año más tarde, en julio de 1994 se firma de forma definitiva un Concierto con el INSALUD, permitiendo al Hospital una estructura jurídica para poder funcionar con una mejor organización. Sin duda esta etapa supuso uno de los mayores giros en El Divino Vallés, gracias a la creación y desarrollo de nuevas unidades asistenciales y a la integración funcional y/o administrativa de varios Servicios del Hospital General Yagüe (Radioterapia, Medicina Nuclear, Psiquiatría, Endocrinología, etc.). A su vez tampoco se debe olvidar la ampliación de las consultas externas y la utilización de los dispositivos quirúrgicos y hospitalarios por diversos Servicios del citado Hospital General Yagüe, así como la puesta en funcionamiento de otros nuevos: Unidad de Cirugía sin ingreso, unidad de reanimación post-quirúrgica (URPA) y Servicio de Anatomía Patológica.

## Situación actual
A raíz de la apertura del cercano Hospital Universitario de Burgos (HUBU) y del traslado de la mayoría de los servicios médicos del Hospital Divino Valles al Hospital Universitario, actualmente quedan en el Divino Valles, entre otros usos: consultas de psiquiatría, las instalaciones de Medicina Forense y, desde marzo de 2020, cuenta con el nuevo Punto de Atención Continuada (PAC) que sustituye a los anteriores PAC (las urgencias de los centros de salud fuera de su horario) de los centros de salud de San Agustín, en la zona sur de la ciudad y del centro de salud de la Antigua, en el barrio de Gamonal.
Este hospital cuenta además con uno de los más importantes bancos de sangre y en él está situada la sede de Donantes de Sangre Burgos.